# Дугоподібна ударна хвиля

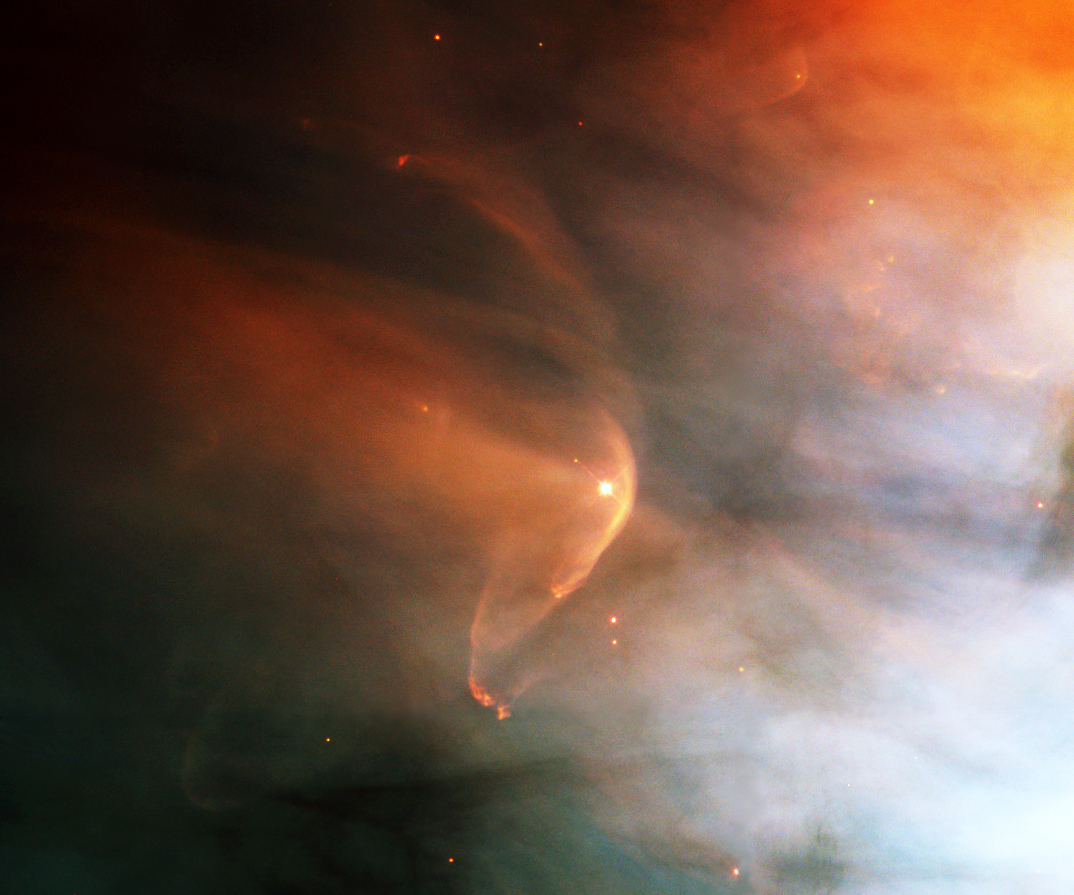
Дугоподібна ударна хвиля навколо LL Оріона в туманності Оріона

Дугоподібна ударна хвиля — явище, яке виникає, коли магнітосфера астрофізичного об'єкта взаємодіє з натікаючою на неї навколишньою плазмою. Для Землі та інших планет з магнітним полем це межа, на якій швидкість зоряного вітру різко падає в результаті його наближення до магнітопаузи. Для зір цією межею зазвичай є край бульбашки зоряного вітру, де зоряний вітер зустрічається з міжзоряним середовищем.

## Опис
Визначальним критерієм ударної хвилі є те, що об'ємна швидкість плазми падає від надзвукової до дозвукової. При цьому швидкість звуку cs визначається як {\displaystyle c_{s}^{2}=\gamma p/\rho }, де {\displaystyle \gamma } — показник адіабати, {\displaystyle p} — тиск, а {\displaystyle \rho } — густина плазми.
Поширеним ускладненням в астрофізиці є наявність магнітного поля. Наприклад, заряджені частинки, що утворюють сонячний вітер, рухаються по спіралі вздовж ліній магнітного поля. Швидкість кожної частинки, коли вона обертається навколо силової лінії поля, можна розглядати так само, як теплову швидкість у звичайному газі, а в звичайному газі середня теплова швидкість приблизно дорівнює швидкості звуку. Під час утворення дугоподібної ударної хвилі об'ємна швидкість вітру (яка є компонентою швидкості, паралельною лініям поля, навколо яких обертаються частинки) падає нижче швидкості, з якою обертаються частинки.

## Навколо планет
Дугоподібні ударні хвилі виникають навколо всіх планет, як ненамагнічених, таких як Марс чи Венера, так і намагнічених, таких як Юпітер або Сатурн. Найкраще вивченим прикладом дугоподібної ударної хвилі є зіткнення сонячного вітру з магнітосферою Землі. Товщина дугоподібної ударної хвилі Землі становить близько 17 км. Вона розташована приблизно за 90 000 км від планети.

## Навколо комет
Дугоподібні ударні хвилі утворюються навколо комет в результаті взаємодії між сонячним вітром і кометною іоносферою. Далеко від Сонця комета являє собою крижане тіло без атмосфери. Під час наближення до Сонця нагрівання викликає виділення газу з кометного ядра, створюючи атмосферу, яка називається комою. Кома частково іонізується сонячним світлом, і коли сонячний вітер проходить крізь цю іонну кому, з'являється дугоподібна ударна хвиля.
Перші спостереження були зроблені в 1980-х і 1990-х роках, коли кілька космічних апаратів пролетіли поряд з кометами 21P/Джакобіні-Ціннера, 1P/Галлея, і 26P/Грігга-Ск'єллерупа. Тоді було виявлено, що дугоподібні ударні хвилі на кометах ширші та більш плавні, ніж різкі планетарні ударні хвилі. Усі ці спостереження були зроблені поблизу перигелію, коли дугоподібні ударні хвилі вже були повністю розвинені.
Космічний корабель «Розетта» слідував за кометою 67P/Чурюмова–Герасименко від геліоцентричній відстані 3,6 астрономічних одиниць до перигелію на 1,24 астрономічних одиниць, а потім знову в бік збільшення відстані до Сонця. Це дозволило «Розетті» спостерігати дугоподібну ударну хвилю в процесі її утворення та посилення виділення газів під час подорожі комети до Сонця. Зародок дугоподібної ударної хвилі виявився асиметричним і, у термінах відстані до ядра, ширшим, ніж повністю розвинена дугоподібна ударна хвиля.

## Навколо Сонця

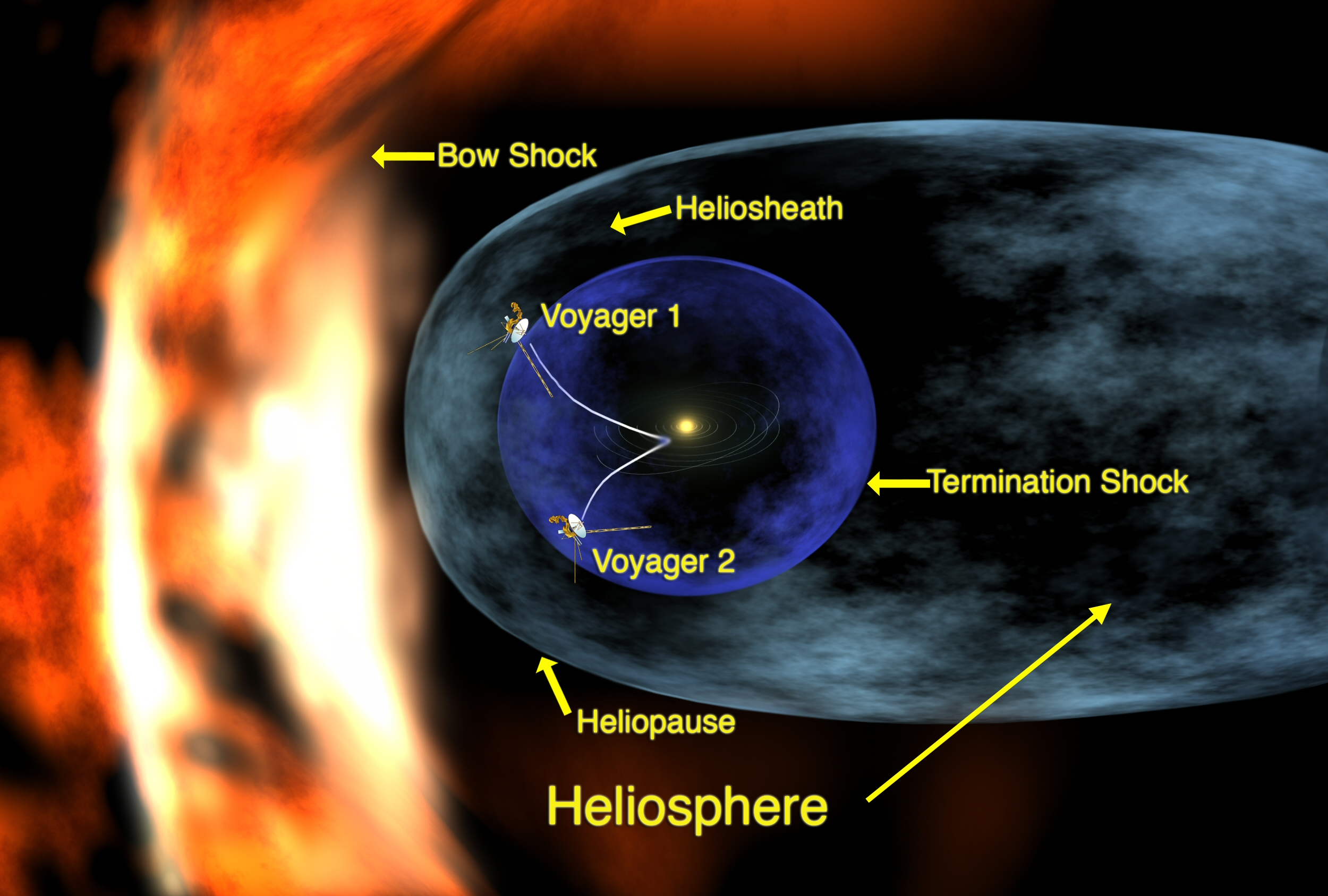
Геліосфера, що рухається в міжзоряному середовищі, та різні структури в ній.

Кілька десятиліть вважалося, що сонячний вітер утворює дугоподібну ударну хвилю на краю геліосфери, де він стикається з навколишнім міжзоряним середовищем. У порядку збільшення відстані від Сонця, розташовані ударна хвиля зупинки (termination shock, точка, точка, де потік сонячного вітру стає дозвуковим), геліопауза (точка, де досягпається рівновага між тиском міжзоряного середовища та тиском сонячного вітру), та дугоподібна ударна хвиля (точка, де потік міжзоряного середовища стає дозвуковим). Вважалося, що ця сонячна дугоподібна ударна хвиля знаходиться на відстані близько 230 астрономічних одиниць від Сонця — що у понад два рази перевищує відстань ударної хвилі зупинки, з якою зіткнувся космічний корабель «Вояджер-2».
Однак дані, отримані в 2012 році від Interstellar Boundary Explorer, вказують на відсутність будь-якої сонячної ударної хвилі. Поряд із результатами космічного корабля «Вояджер» ці висновки спонукали до деяких теоретичних уточнень. За сучасною моделлю, сила місцевого міжзоряного магнітного поля та відносна швидкість геліосфери є такими, що дугоподібна ударна хвиля не утворюється, принаймні в тому районі Галактики, через який зараз проходить Сонце.

## Навколо інших зір

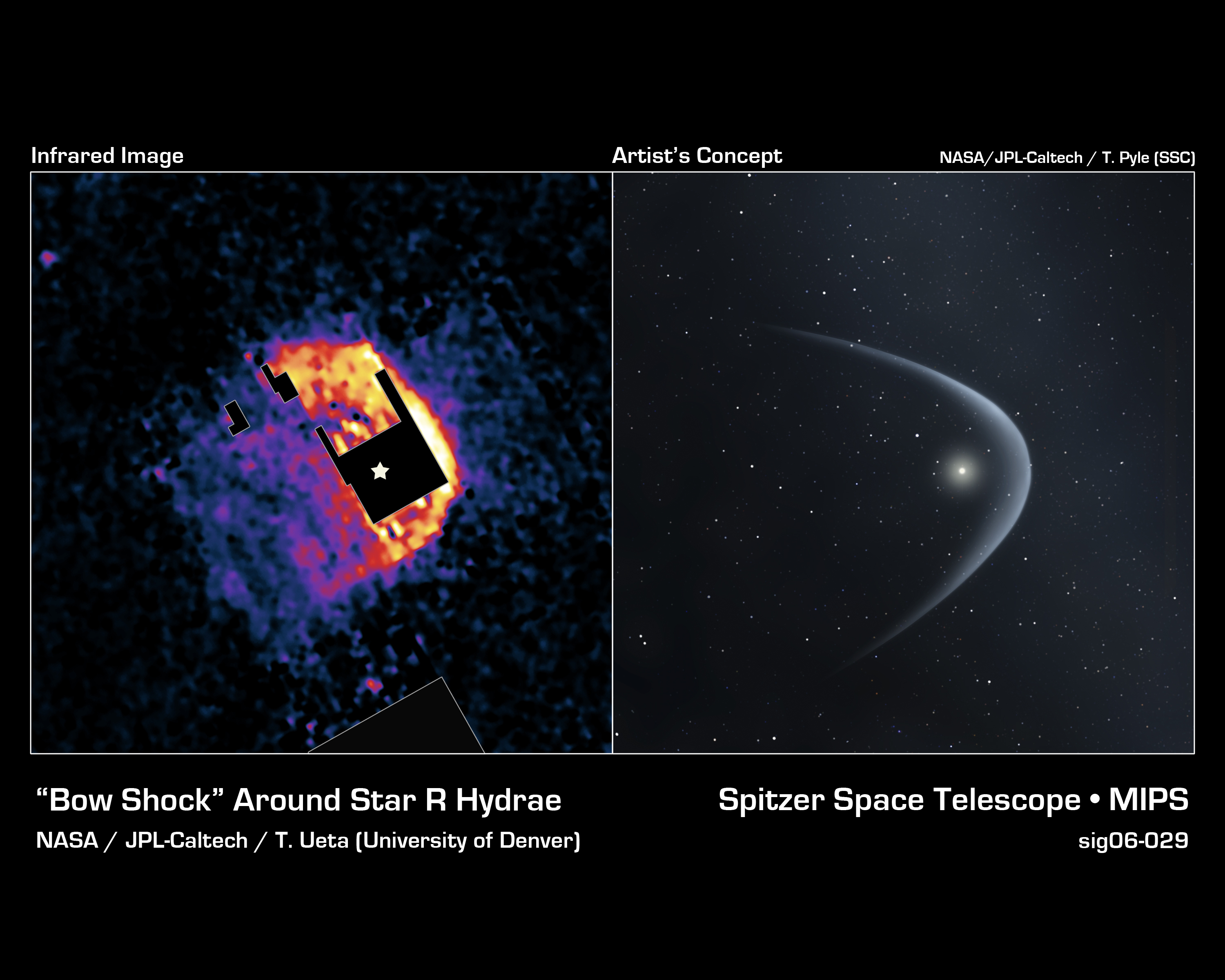
Дугоподібна ударна хвиля навколо R Гідри

У 2006 році в далекому інфрачервоному діапазоні була виявлена дугоподібна ударна хвиля біля зорі на асимптотичній гілці гігантів R Гідри.
Дугоподібна ударна хвиля також є загальною рисою об'єктів Гербіга — Аро, з яких витікає потужний газово-пиловий потік та взаємодіє з міжзоряним середовищем, створюючи яскраві дугоподібні ударні хвилі, видимі в оптичному діапазоні.
Космічний телескоп Габбла зробив наступні зображення дугоподібних ударних хвиль, створених щільним газом та плазмою в туманності Оріона.

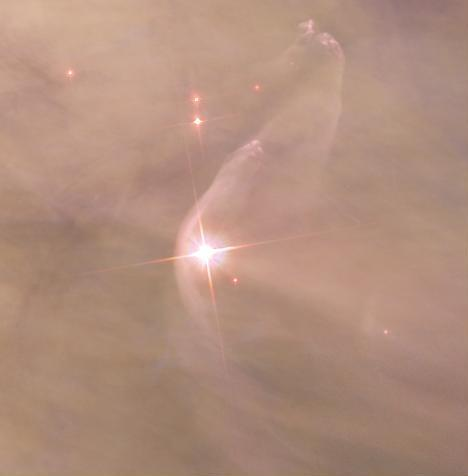
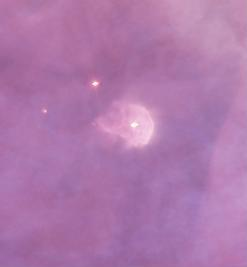
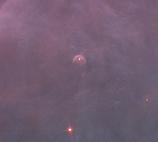
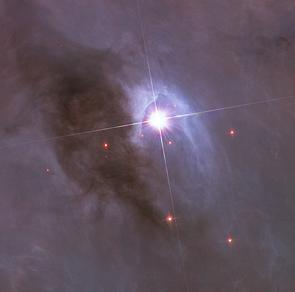

## Навколо масивних зір
Зорі, які дуже швидко рухаються Галактикою, можуть утворювати перед собою такі дугоподібні ударні хвилі, які вдається спостерігати в інфрачервоному діапазоні за допомогою космічних телескопів Spitzer та WISE. На їхній пошук, зокрема, направлений громадський науковий проєкт Milky Way Project.

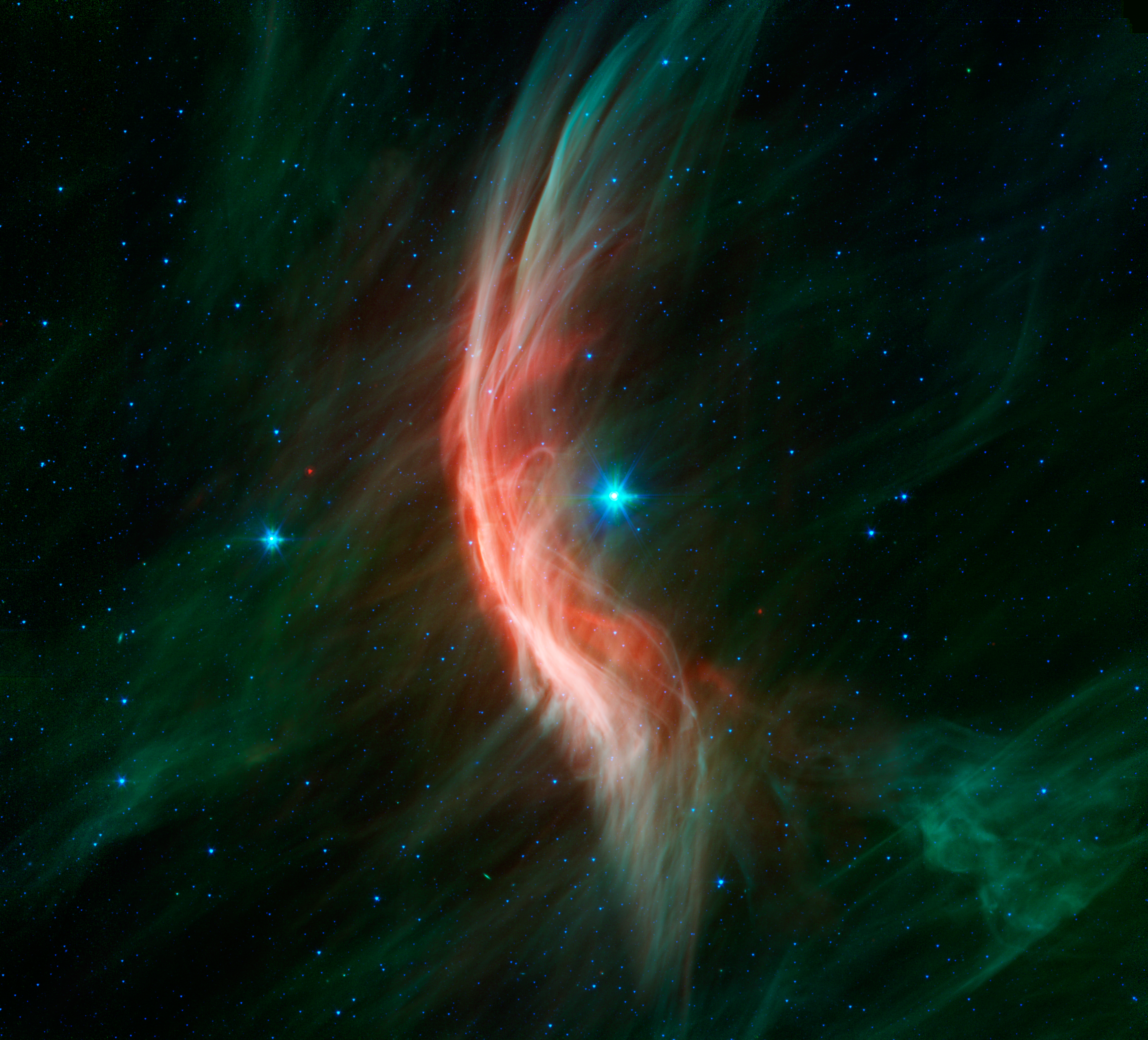
Дзета Змієносця є найвідомішим амортизатором масивної зорі. Зображення зроблено космічним телескопом Spitzer.

Найближчими зорями з інфрачервоними дугоподібними ударними хвилями:
| Ім'я             | Відстань (пк) | Спектральний тип | Група                        |
| ---------------- | ------------- | ---------------- | ---------------------------- |
| Мімоза           | 85            | B1IV             | Нижня підгрупа Центавр–Крукс |
| Альфа Мухи       | 97            | B2IV             | Нижня підгрупа Центавр–Крукс |
| Акрукс           | 99            | B1V+B0,5IV       | Нижня підгрупа Центавр–Крукс |
| Дзета Змієносця  | 112           | O9.2IVnn         | Верхня підгрупа Скорпіона    |
| Тета Корми       | 140           | B0Vp             | IC 2602                      |
| Тау Скорпіона    | 145           | B0,2 В           | Верхня підгрупа Скорпіона    |
| Дельта Скорпіона | 150           | B0.3IV           | Верхня підгрупа Скорпіона    |
| Епсилон Персея   | 195           | B1.5III          |                              |
| Сигма Скорпіона  | 214           | O9,5(V)+B7(V)    | Верхня підгрупа Скорпіона    |

Більшість із них належить до асоціації Скорпіона–Центавра, а Тета Кіля, яка є найяскравішою зорею IC 2602, також може належати до нижньої підгрупи Центавра–Хреста. Епсилон Персея не належить до цієї зоряної асоціації.

## Ефект магнітної драпірування
Подібний ефект, відомий як ефект магнітного драпірування, виникає, коли надальвенівський потік плазми стикається з ненамагніченим об'єктом (наприклад, таке відбувається, коли сонячний вітер досягає іоносфери Венери). В цьому випадку потік відхиляється навколо об'єкта, драпіруючи магнітне поле уздовж магнітного хвоста.
Умова надальвенівського потоку означає, що відносна швидкість між потоком і об'єктом, {\displaystyle v}, більша за місцеву альфвенівську швидкість {\displaystyle V_{A}} що означає велике альвенівське число Маха: {\displaystyle M_{A}\gg 1}. Для ненамагнічених та електропровідних об'єктів навколишнє поле створює електричні струми всередині об'єкта та в навколишній плазмі, так що потік відхиляється та сповільнюється, оскільки часовий масштаб розсіювання магнітного поля набагато довший за часовий масштаб його адвекції. Індуковані струми, у свою чергу, створюють магнітні поля, які відхиляють потік, утворюючи дугоподібну ударну хвилю. Наприклад, іоносфери Марса і Венери забезпечують провідне середовище для взаємодії з сонячним вітром. Без іоносфери потік намагніченої плазми поглинається непровідним тілом. Останнє відбувається, наприклад, коли сонячний вітер взаємодіє з Місяцем, який не має іоносфери. У магнітному драпіруванні лінії поля обертаються та драпіруються навколо провідної сторони об'єкта, створюючи вузьку оболонку, подібну до дугоподібної ударної хвилі у планетарних магнітосферах. Зосереджене магнітне поле зростає доти, поки напірний тиск не стане порівнянним з магнітним тиском в оболонці:
{\displaystyle \rho _{0}v^{2}={\frac {B_{0}^{2}}{2\mu _{0}}},}
де {\displaystyle \rho _{0}} — густина плазми, {\displaystyle B_{0}} — драповане магнітне поле поблизу об'єкта, а {\displaystyle v} — відносна швидкість між плазмою та об'єктом. Магнітне драпірування було виявлено навколо планет, супутників, викидів сонячної корональної маси та галактик.